# Оганесян, Гегам
Гегам Оганесян (арм. Գեղամ Հովհաննիսյան; 21 августа 1967) — советский и армянский футболист, нападающий и атакующий полузащитник. Лучший бомбардир чемпионата Армении 1993 года.

## Биография
В 1986 году был включен в заявку ереванского «Арарата», но за основной состав клуба так и не сыграл. В том же году был призван в армию, во время военной службы выступал за одесский СКА во второй лиге. После возвращения со службы играл за клубы второй и второй низшей лиги, представлявшие Армянскую ССР — «Прометей» (Ереван), «Арарат-2», «Спитак».
После распада СССР присоединился к вновь созданной команде «Ван», с которой занял пятое место в первом независимом чемпионате Армении, а в споре бомбардиров турнира занял шестое место с 28 голами.
В 1993 году перешёл в состав тогдашнего чемпиона страны «Оменетмена» (также известен как АОСС, позднее — «Пюник», «Киликия»). Стал лучшим бомбардиром сезона 1993 года с 26 голами (разделив звание с Андраником Овсепяном из «Бананца»), однако его команда не попала в тройку призёров, заняв четвёртое место. В 1994 году игрок со своей командой стал серебряным призёром, а в споре бомбардиров занял четвёртое место (22 гола). В коротком сезоне 1995 года чемпионский титул не разыгрывался, а среди бомбардиров Оганесян был вторым с 9 голами, уступив партнёру по команду Арсену Аветисяну (12). В сезонах 1995/96 и 1996/97 становился чемпионом Армении, но за бомбардирское звание уже не боролся. Всего в чемпионатах страны за «Оменетмен»/«Пюник» забил 68 голов. В Кубке Армении становился победителем (1996) и финалистом (1997, в финале не играл). Принимал участие в матчах еврокубков.
В 1997 году играл в первой лиге за «Арменикум» и в высшей — за «Цемент» (Арарат). В конце карьеры провёл два сезона в «Эребуни».
Всего в высшей лиге Армении забил 107 (по другим данным, 111) голов. За сборную Армении никогда не играл.
Дальнейшая судьба неизвестна.

## Достижения

### Командные достижения
«Пюник»
- Чемпион Армении (2): 1995/1996, 1996/1997
- Серебряный призёр Чемпионата Армении: 1994
- Обладатель Кубка Армении: 1996
- Финалист Кубка Армении: 1997

### Личные достижения
- Лучший бомбардир Чемпионата Армении: 1993